# Moskovska deklaracija
Moskovska deklaracija je bila rezultat konference aliiranih zunanjih ministrov med drugo svetovno vojsko. Nastala je 30.oktobra 1943 v Moskvi in bila objavljena 1.novembra.

## Vsebina
Sklenilo se je pod katerimi pogoji bodo ostali Združeno kraljestvo, ZDA in Sovjetska zveza zavezniki po vojni, ker so imeli različna politična prepričanja.
Nemčija
Vse tri države so se strinjale z odločitvijo, da mora Nemčija kapitulirati in da si bodo medseboj poročali o mirovnih ponudbah manjših zaveznikov Nemčije kot na primer Madžarske, Romunije in Bolgarije. 
Eno temeljnih vprašanj je bilo oblika Nemčije po vojni. V deklaraciji je bila sklenjena totalno razorožitev Nemčije in da bodo morali nacisti, ki so zadolžili mnogo zločinov in smrti številnih Judov in civilistov, prevzeti odgovornost za njihova dejanja pred vojaškim sodiščem.
Avstrija
Določeno je bilo, da je priključitev Avstrije k Tretjemu rajhu iz leta 1938 neveljavna in po drugi svetovni vojni so hoteli spet ustvariti samostojno državo Avstrijo. 
Med zavezniki so bila različna mnenja glede vprašanja ali je Avstrija odgovorna za vojaška dejanja Tretjega rajha ali ne. Sklenili so, da je Avstrija »prva žrtev« nacistov, a kljub temu se bodo morali avstrijski vojaški zločinci podvreči sodbi vojaškega sodišča.
Po koncu vojne so razdelili avstrijko ozemlje na štiri dele in vsaka zavezniška država je zasedla enega. Moskovska deklaracija je postala osnova za pogajanje o odhodu vojakov iz Avstrije, kar je peljalo do Moskovskega memoranduma 15. aprila 1955, kasneje pa do Avstrijske državne pogodbe, ki je bila podpisana 15. maja 1955 in s katero je Avstrija znova postala suverena in samostojna država.